# 15057 Whitson
15057 Whitson (1998 YY15) là một tiểu hành tinh vành đai chính được phát hiện ngày 22 tháng 12 năm 1998 bởi Spacewatch ở Kitt Peak.